# Aree urbane del Regno Unito
Le aree urbane del Regno Unito sono censite dal Office for National Statistics.

## Lista
| Rank | Area urbana                          | Abitanti (2011) | Superficie (km²) | Densità (Ab./km²) | principali suddivisioni                                                                                       | Area metropolitana            | Mappa | Note |
| ---- | ------------------------------------ | --------------- | ---------------- | ----------------- | --- | ----------------------------- | ----- | --- |
| 1    | Greater London                       | 9.787.426       | 1.737,9          | 5.630             | London Boroughs, Hemel Hempstead, Watford, Woking, Harlow, St Albans, Bracknell                               | Londra                        |       | Aggiunta di Guildford, Harlow, Bracknell e St Albans |
| 2    | Greater Manchester                   | 2.553.379       | 630,3            | 4.051             | Manchester, Salford, Bolton, Stockport, Oldham, Rochdale, Bury, Trafford, Tameside                            | Manchester                    |       | Aggiunta di Golborne, Glossop e Newton-le-Willows |
| 3    | West Midlands                        | 2.440.986       | 598,9            | 4.076             | Birmingham, Wolverhampton, West Bromwich, Dudley, Walsall, Solihull                                           | Birmingham                    |       | |
| 4    | West Yorkshire                       | 1.777.934       | 487,8            | 3.645             | Leeds, Bradford, Wakefield, Huddersfield, Dewsbury, Keighley, Halifax                                         | Leeds-Bradford                |       | Aggiunta di Halifax |
| 5    | Greater Glasgow                      | 1.209.143       | 368,5            | 3.390             | Glasgow, Paisley, Clydebank                                                                                   | Glasgow                       |       | |
| 6    | Liverpool                            | 864.122         | 199,6            | 4.329             | Liverpool, Bootle, Litherland, Crosby, Prescot, St. Helens, Ashton-in-Makerfield                              | Liverpool/Birkenhead          |       | Aggiunta di Ashton-in-Makerfield |
| 7    | South Hampshire                      | 855.569         | 192.0            | 4,455             | Southampton, Portsmouth, Eastleigh, Gosport, Fareham, Havant, Horndean                                        | Southampton-Portsmouth        |       | Portsmouth Urban Area and Southampton Urban Area combined into one. The addition of Hedge End, Locks Heath, Bursledon and Whiteley. Stubbington and Lee-on-the-Solent are no longer part of the built-up area. |
| 8    | Tyneside                             | 774,891         | 180.5            | 4,292             | Newcastle upon Tyne, Gateshead, South Shields, Tynemouth, Wallsend, Whitley Bay, Jarrow                       | Newcastle-Sunderland          |       | Washington, Chester-Le-Street, Hetton-le-Hole e Houghton-le-Spring sono state esclusue dall'area urbana. |
| 9    | Nottingham                           | 729,977         | 176.4            | 4,139             | Nottingham, Beeston, Carlton, West Bridgford, Ilkeston, Hucknall, Derby                                       | Nottingham-Derby              |       | |
| 10   | Sheffield                            | 685,368         | 167.5            | 4,092             | Sheffield, Rotherham, Rawmarsh                                                                                | Sheffield                     |       | |
| 11   | Bristol                              | 617,280         | 144.4            | 4,274             | Bristol, Filton, Pill, Frampton Cotterell, Kingswood, Warmley, Mangotsfield, Winterbourne                     | Bristol                       |       | |
| 12   | Belfast Urban Area                   | 595,879         |                  |                   | Belfast, Castlereagh, Greenisland, Holywood, Lisburn, Newtownabbey, Milltown                                  | Belfast                       |       | |
| 13   | Leicester Urban Area                 | 508.916         | 109,4            | 4.653             | Leicester, Wigston, Oadby, Syston, Blaby, Birstall, Narborough, Enderby                                       | Leicester                     |       | Ratby, è stata esclusa dall'area urbana. Aggiunte le città di Narborough e Enderby |
| 14   | Edinburgh Urban Area                 | 482.005         |                  |                   | | Edimburgo                     |       | |
| 15   | Brighton and Hove                    | 474.485         | 89.4             | 5.304             | Brighton and Hove, Worthing, Littlehampton, Shoreham-by-Sea                                                   | Brighton                      |       | Rottingdean, Saltdean e Findon non fanno più parte dell'area urbana. |
| 16   | Sud Est Dorset                       | 466.266         | 131,0            | 3,559             | Bournemouth, Poole, Christchurch, Ferndown, New Milton, Wimborne Minster                                      | Bournemouth/Poole             |       | Ferndown e Wimborne Minster. |
| 17   | Cardiff Built-up area                | 447.287         | 102.3            | 4.370             | Cardiff, Caerphilly, Penarth, Pontypridd                                                                      | Cardiff-Newport               |       | |
| 18   | Teesside Built-up area               | 376.633         | 108.2            | 3.482             | Middlesbrough, Stockton-On-Tees, Billingham, Redcar                                                           | Middlesbrough                 |       | Eston e Southbank ora parte di Middlesbrough suddivisione, non è più considerato come sub-divisione separata                                                                                                   |
| 19   | Stoke-on-Trent Built-up area         | 372.775         | 103.9            | 3.588             | Stoke-on-Trent, Newcastle-under-Lyme, Kidsgrove                                                               | Stoke-on-Trent                |       | |
| 20   | Coventry Built-up area               | 359.262         | 81.3             | 4.420             | Coventry, Bedworth                                                                                            | Coventry                      |       | |
| 21   | Sunderland Built-up area             | 335.415         | 83,5             | 4.018             | Sunderland, Washington, Chester-Le-Street, Hetton-le-Hole, Houghton-le-Spring                                 | Newcastle-Sunderland          |       | Aggiunta di Washington, Chester-Le-Street, Hetton-le-Hole e Houghton-le-Spring |
| 22   | Birkenhead Built-up area             | 325.264         | 88.2             | 3.687             | Birkenhead, Wallasey, Ellesmere Port, Bebington                                                               | Liverpool/Birkenhead          |       | |
| 23   | Reading Built-up area                | 318.014         | 83.7             | 3.800             | Reading, Wokingham, Woodley, Crowthorne                                                                       | Londra                        |       | Bracknell |
| 24   | Kingston upon Hull Built-up area     | 314.018         | 82.6             | 3.802             | Kingston upon Hull, Cottingham, Hessle                                                                        | Hull                          |       | |
| 25   | Preston Built-up area                | 313.322         | 82,4             | 313.322           | Preston, Bamber Bridge, Chorley, Fulwood, Leyland                                                             | Preston                       |       | aggiunta di Longton e Adlington |
| 26   | Newport Built-up area                | 306.844         | 84.2             | 3.643             | Newport, Pontypool, Cwmbran, Blackwood, Risca, Ystrad Mynach                                                  |                               |       | aggiunto Pontypool, Cwmbran e Blackwood |
| 27   | Swansea Built-up area                | 300.352         | 87.6             | 3.431             | Swansea, Neath, Port Talbot, Ystradgynlais, Pontardawe                                                        | Swansea/Neath/Port Talbot     |       | Ystradgynlais |
| 28   | Southend-on-Sea Built-up area        | 295.310         | 71,8             | 4.111             | Southend-on-Sea, Hullbridge, Rayleigh, Rochford                                                               | Londra                        |       | Hullbridge |
| 29   | Derby Built-up area                  | 270.468         | 64.1             | 4.219             | Derby, Borrowash, Duffield                                                                                    | Nottingham-Derby              |       | |
| 30   | Plymouth Built-up area               | 260.203         | 59,7             | 4.356             | Plymouth, Plymstock, Plympton                                                                                 | Plymouth, Plymstock, Plympton |       | |
| 31   | Luton Built-up area                  | 258.018         | 50,7             | 5.088             | Luton, Dunstable, Houghton Regis                                                                              | Londra                        |       | |
| 32   | Farnborough/Aldershot Built-up area  | 252.397         | 78.5             | 3.217             | Farnborough, Aldershot, Camberley, Farnham, Frimley, Sandhurst, Yateley                                       | Londra                        |       | |
| 33   | Medway Towns Built-up area           | 243.931         | 52,2             | 4.677             | Gillingham, Chatham, Rochester                                                                                | Londra                        |       | |
| 34   | Blackpool Built-up area              | 239.409         | 61.3             | 3.908             | Blackpool, Lytham St Annes, Poulton-le-Fylde, Thornton, Cleveleys                                             | Blackpool                     |       | Fleetwood non fa più parte |
| 35   | Milton Keynes Built-up area          | 229.941         | 62.5             | 3.678             | 'Milton Keynes', Bletchley, Newport Pagnell, Woburn Sands                                                     | Milton Keynes                 |       | aggiunta di Woburn Sands |
| 36   | Barnsley/Dearne Valley Built-up area | 223.281         | 59,7             | 3.739             | Barnsley, Wath upon Dearne, Wombwell, Hoyland                                                                 | Sheffield                     |       | |
| 37   | Northampton Built-up area            | 215.963         | 57,9             | 3.731             | Northampton, Collingtree                                                                                      | Northampton                   |       | |
| 38   | Norwich Built-up area                | 213.166         | 61,9             | 3.444             | Norwich, Taverham, Costessey, Cringleford, Colney, Horsham St Faiths, Queens Hills, Thorpe End, Trowse Newton | Norwich                       |       | |
| 39   | Aberdeen                             | 207.932         |                  |                   | | Aberdeen                      |       | |
| 40   | Swindon Built-up area                | 185.609         | 47,1             | 3.945             | Swindon, Haydon Wick, Stratton St. Margaret, Broad Blunsdon, Blunsdon St Andrew, Wroughton                    | Swindon                       |       | |
| 41   | Crawley Built-up area                | 180.508         | 58.1             | 3.107             | Crawley, Horley, East Grinstead, Copthorne, Crawley Down                                                      | Londra                        |       | Aggiunta di East Grinstead, Copthorne e Crawley Down. Reigate e Redhill non sono più parte. |
| 42   | Ipswich Built-up area                | 178.835         | 49.1             | 3.639             | Ipswich, Kesgrave, Woodbridge                                                                                 | Ipswich                       |       | aggiunta di Woodbridge. |
| 43   | Borgo metropolitano di Wigan         | 175.405         | 43,8             | 4.009             | Wigan, Skelmersdale, Standish, Ince-in-Makerfield                                                             | Manchester                    |       | |
| 44   | Mansfield Built-up area              | 171.958         | 48,4             | 3.556             | Mansfield, Sutton-in-Ashfield, Kirkby-in-Ashfield, Mansfield Woodhouse                                        | Nottingham-Derby              |       | |
| 45   | Oxford Built-up area                 | 171.380         | 37.4             | 4.585             | Oxford, Kennington, Wheatley                                                                                  | Oxford                        |       | aggiunta di Kennington e Wheatley. |
| 46   | Warrington Built-up area             | 165.456         | 44.9             | 3.686             | Warrington | Liverpool                     |       | |
| 47   | Slough Built-up area                 | 163.777         | 34.1             | 4,797             | Slough, Stoke Poges, Poyle                                                                                    | Londra                        |       | |
| 48   | Peterborough Built-up area           | 163.379         | 44.2             | 3.693             | Peterborough, Farcet                                                                                          | Peterborough                  |       | |
| 49   | Cambridge Built-up area              | 158.434         | 42.1             | 3.760             | Cambridge, Fen Ditton, Girton, Histon                                                                         | Cambridge                     |       | Aggiunta di Histon and Impington e Fen Ditton |
| 50   | Doncaster Built-up area              | 158.141         | 43.5             | 3.634             | Doncaster, Bentley, Armthorpe, Sprotbrough                                                                    | Sheffield                     |       | Aggiunta di Bessacarr |
| 51   | Dundee                               | 157,444         |                  |                   | | Dundee                        |       | |
| 52   | York Built-up area                   | 153.717         | 34.0             | 4.518             | York, Earswick                                                                                                | York                          |       | |
| 53   | Gloucester Built-up area             | 150.053         | 40.4             | 3.718             | Gloucester, Innsworth                                                                                         | Gloucester-Cheltenham         |       | |
| 54   | Burnley Built-up area                | 149.422         | 35.7             | 4.183             | Burnley, Padiham, Brierfield Colne, Barrowford Nelson                                                         | Blackburn-Burnley             |       | |
| 55   | Telford Built-up area                | 147.980         | 47,7             | 3.103             | Telford, Broseley                                                                                             | Telford                       |       | |
| 56   | Blackburn Built-up area              | 146.521         | 35.6             | 4.115             | Blackburn, Darwen                                                                                             | Blackburn-Burnley             |       | |